# منتور (اوهایو)
منتور(به انگلیسی: Mentor) شهری در ایالت اوهایو کشور ایالات متحده آمریکا است که جمعیت آن در سرشماری سال ۲۰۱۰ میلادی، ۴۷٬۱۵۹ نفر بوده‌است.